# Nature Reviews Neuroscience
Nature Reviews Neuroscience è una rivista mensile sottoposta a revisione paritaria e pubblicata dalla Nature Portfolio, che contiene articoli di revisione nel campo delle neuroscienze. È stata fondata nel 2000. Il caporedattore è Darran Yates.

## Indicizzazione
Gli abstract e gli articoli della rivista sono indicizzati da:
- PubMed/MEDLINE[3]
- Science Citation Index Expanded[4]
- Scopus[5]

Secondo il Journal Citation Reports, la rivista ha ricevuto un fattore di impatto per il 2021 pari a 38,755, collocandosi al primo posto fra 274 titoli presenti nella categoria "Neuroscienze".